# Edson Gutiérrez
Edson Gutiérrez Moreno (Salamanca, Guanajuato, México; 19 de enero de 1996) es un futbolista Mexicano. Juega como lateral derecho y su actual club es el Club Santos Laguna de la Liga MX.

## Trayectoria

### Celaya FC
Se inició en las fuerzas básicas del Celaya entrando al equipo de tercera división en el año de 2012, y rápidamente subió al primer equipo.
Debutó el 27 de febrero de 2013 en un partido de Copa MX ante el Mérida FC que terminaron perdiendo por marcador de 3-2.
En sus últimos torneos con el equipo empezó a ser considerado el mejor Lateral derecho del Ascenso MX, lo que hacía factible su salida en cualquier momento.

### Irapuato
Disputó varios partidos con el Club Irapuato debido a que este era el equipo filial del Club Celaya, disputando así varios encuentros en la Segunda División de México.

### Monterrey
Para el Apertura 2018 se convirtió en nuevo jugador de los Rayados de Monterrey.
Hizo su debut en la Liga MX el 20 de octubre de 2018 en un partido correspondiente a la Jornada 13 donde Monterrey logró vencer 2-1 al Toluca y con eso logrando sumar sus primeros 90 minutos en el máximo circuito del balompié mexicano.

## Estadísticas

### Clubes
Actualizado al último partido jugado el 10 de noviembre de 2024.
| Celaya F. C. · México | 2.ª                 | 2013                | 0   | 0 | 2  | 0 | - | - | 2   | 0 | 0.00 |
| Celaya F. C. · México | 2.ª                 | 2013-14             | 0   | 0 | 0  | 0 | - | - | 0   | 0 | 0.00 |
| Celaya F. C. · México | 2.ª                 | 2014-15             | 5   | 0 | 1  | 0 | - | - | 6   | 0 | 0.00 |
| Celaya F. C. · México | 2.ª                 | 2015-16             | 2   | 0 | 2  | 0 | - | - | 4   | 0 | 0.00 |
| Celaya F. C. · México | 2.ª                 | 2016-17             | 8   | 0 | 1  | 0 | - | - | 9   | 0 | 0.00 |
| Celaya F. C. · México | 2.ª                 | 2017-18             | 31  | 0 | 6  | 1 | - | - | 37  | 1 | 0.02 |
| Celaya F. C. · México | Total               | Total               | 46  | 0 | 12 | 1 | 0 | 0 | 58  | 1 | 0.01 |
| C. Irapuato · México | 3.ª                 | 2015-16             | 13  | 0 | -  | - | - | - | 13  | 0 | 0.00 |
| C. Irapuato · México | 3.ª                 | 2016-17             | 19  | 1 | -  | - | - | - | 19  | 1 | 0.05 |
| C. Irapuato · México | Total               | Total               | 32  | 1 | 0  | 0 | 0 | 0 | 32  | 1 | 0.03 |
| C. F. Monterrey · México | 1.ª                 | 2018-19             | 12  | 0 | 6  | 0 | 0 | 0 | 18  | 0 | 0.00 |
| C. F. Monterrey · México | 1.ª                 | 2019-20             | 5   | 0 | 10 | 0 | 1 | 0 | 16  | 0 | 0.00 |
| C. F. Monterrey · México | 1.ª                 | 2020-21             | 5   | 0 | -  | - | 2 | 0 | 7   | 0 | 0.00 |
| C. F. Monterrey · México | 1.ª                 | 2021-22             | 9   | 0 | -  | - | - | - | 9   | 0 | 0.00 |
| C. F. Monterrey · México | 1.ª                 | 2022-23             | 10  | 0 | -  | - | - | - | 10  | 0 | 0.00 |
| C. F. Monterrey · México | 1.ª                 | 2023-24             | 8   | 0 | -  | - | 6 | 0 | 14  | 0 | 0.00 |
| C. F. Monterrey · México | 1.ª                 | 2024-25             | 7   | 1 | -  | - | - | - | 6   | 0 | 0.00 |
| C. F. Monterrey · México | Total               | Total               | 55  | 0 | 16 | 0 | 9 | 0 | 80  | 0 | 0.00 |
| Total en su carrera | Total en su carrera | Total en su carrera | 133 | 2 | 28 | 1 | 9 | 0 | 170 | 2 | 0.01 |
| (1) Incluye datos de Copa México y Supercopa de México. (2) Incluye datos de Liga de Campeones de la Concacaf (2019-Act.) y Copa Mundial de Clubes de la FIFA (2019). (3) No incluye goles en partidos amistosos. |                     |                     |     |   |    |   |   |   |     |   |      |

## Palmarés

#### Campeonatos nacionales
| Título  | Club           | País   | Año  |
| ------- | -------------- | ------ | ---- |
| Liga MX | C.F. Monterrey | México | 2019 |
| Copa MX | C.F Monterrey  | México | 2020 |

#### Campeonatos internacionales
| Título                           | Club      | País   | Año  |
| -------------------------------- | --------- | ------ | ---- |
| Liga Campeones de la Concacaf    | Monterrey | México | 2019 |
| Liga de Campeones de la Concacaf | Monterrey | México | 2021 |